# 天主教七月九日城教區
天主教七月九日城教區（拉丁語：Dioecesis Sancti Dominici Novem Iulii）是阿根廷一個羅馬天主教教區，屬梅塞德斯-路嫻總教區。
教區成立於1957年2月11日，位於布宜諾斯艾利斯省西北部。2004年有教友343,977人（佔轄區總人口90.0%）、卅八個堂區、五十二名司鐸。
現任教區主教為阿列爾·埃德加爾多·托拉多-莫斯科尼，榮休主教為瑪爾定·德-埃利薩爾德。